# División de Infanteria Szent László
La División de Infantería Szent László (en húngaro: Szent László hadosztály ) fue una unidad de infantería de élite formada en el último año de la Segunda Guerra Mundial. Estuvo compuesta de una mezcla de personal proveniente otras partes del ejército y de las fuerzas aéreas. La división vio acción en Budapest, Hungría occidental y Austria sudoriental.

## Historia de la unidad
La División de Infantería Szent László fue formada en octubre de 1944. Algunos elementos de la división entraron en acción por primera vez el 19 de diciembre cuándo fueron utilizados como tropas de emergencia para tapar brechas en el frente. Esto fue justo antes de la Batalla de Budapest.  Las unidades entabladas en combate sufrieron grandes pérdidas durante la lucha en Hungría.  
La unidad no luchó como división hasta abril de 1945. Para entonces, había recibido refuerzos de varias otras divisiones para cubrir sus pérdidas iniciales.  
La división continuó luchando en el norte de Croacia y el sur de Austria hasta el fin de la guerra.  Para entonces, la división había cruzado los Alpes cárnicos y entrado en Carintia donde se rindió a las fuerzas británicas. 
Al personal de la División de Infantería Szent László le fue permitido conservar sus armas hasta que las discusiones entre los británicos y partisanos yugoslavos fueron resueltas.  Posteriormente, los sobrevivientes de la división fueron transferidos a campos de prisioneros de guerra en Alemania. 
La División de Infantería Szent László  fue nombrada en honor a San Ladislao (también conocido como Ladislao I).  San Ladislao fue Rey de Hungría de 1077 a 1095 y es conocido también como el patrón de exiliados y militares.

## Comandantes
- Mayor-General Zoltán Szügyi (1896 -1963) - 12 de octubre de 1944 al 8 de mayo de 1945